# Władysław Dunarowski
Władysław Dunarowski właśc. Władysław Dudek (ur. 14 stycznia 1902 w Jaworznej, zm. 28 grudnia 1987 w Bydgoszczy) – polski pisarz, prozaik, dramaturg, publicysta i nauczyciel.

## Życiorys
Urodził się w Jaworznej k. Limanowej. Był synem Wojciecha Dudka i Małgorzaty z domu Rosiek. W 1928 roku zmienił nazwisko na Dunarowski. Uczył się w gimnazjach w Nowym Sączu i Nowym Targu. Po ukończeniu Państwowego Kursu Seminarialnego został nauczycielem pomocniczym w Bydgoszczy. Od listopada 1921 do września 1923 r. uczył w 7-klasowej szkole im. Komeniusza w tym mieście. Następnie został przeniesiony do Solca Kujawskiego, gdzie uczył w 7-klasowej szkole powszechnej do 1934 r. W 1925 r. złożył egzamin nauczycielski, w pięciu latach zdał praktyczny egzamin na nauczyciela publicznych szkół powszechnych. W 1934 został przeniesiony do Polskiej Szkoły Powszechnej im. Stanisława Staszica w Bydgoszczy. Był członkiem Związku Nauczycielstwa Polskiego.
Okupację niemiecką przetrwał na Podhalu, gdzie zajmował się między innymi tajnym nauczaniem. Po wojnie powrócił do Bydgoszczy i podjął pracę w szkole podstawowej, w której uczył przed wojną. W latach 1948–1950 był zatrudniony w redakcji literackiej Rozgłośni Polskiego Radia w Bydgoszczy. W latach 1955–1970 pracował w redakcji czasopisma „Pomorze”, a w okresie 1959–1967 był redaktorem naczelnym tego czasopisma.
Udzielał się również w pracy literackiej. Jego twórczość zarówno przed II wojną światową, jak i w Polsce Ludowej była związana tematycznie z polską wsią. Debiutował jako prozaik pod pseudonimem Władysław Wosnak nowelą pt. Złodziej kwiatów, która ukazała się w miesięczniku Gebethnera i Wolfa „Naokoło Świata” w 1927 r. Za ten utwór otrzymał nagrodę wydawnictwa „Rój”. W 1935 r. Polska Akademia Literatury przyznała mu jako młodemu twórcy, Srebrny Wawrzyn Akademicki. W 1939 r. „Rój” opublikował pierwszą jego książkę pt. Ludzie spod miedzy, która uzyskała znakomite recenzje. Kolejne jej wydania ukazały się w 1947 i 1987 r. Wydawał między innymi powieści, zbiory opowiadań, retrospekcje. Jego utwory prozatorskie znalazły się m.in. w Almanachu Literackim Związku Zawodowego Literatów Polskich (1948) i antologii pt. Im Westen fliesst die Oder moderne Prosa über die polnischen Westgebiete (Berlin 1971). Utwory narracyjne i eseje krytycznoliterackie ogłaszał na łamach licznych pism: Arkony, Faktów, Kameny, Kultury (Poznań), Pomorza, Sygnałów, Tygodnika Kulturalnego, Wiatraków, Wsi, Życia Literackiego i innych.
Udzielał się w Związku Literatów Polskich, a w 1965 r. został prezesem bydgoskiego oddziału ZLP. Aktywnie uczestniczył w akcjach społeczno-oświatowych, wieczorach autorskich i odczytach. Był współorganizatorem „Śród Literackich” w Bydgoszczy, Toruniu i Grudziądzu.
W 1956 r. Wojewódzka Rada Narodowa w Bydgoszczy przyznała Dunarowskiemu nagrodę literacką za całokształt twórczości literackiej. W tym samym roku pisarz otrzymał nagrodę Miejskiej Rady Narodowej w Grudziądzu. Władysław Dunajski odznaczony został Złotym Krzyżem Zasługi oraz Krzyżem Kawalerskim i Komandorskim Orderu Odrodzenia Polski.
Zmarł 28 grudnia 1987 r. w Bydgoszczy, pochowany na cmentarzu Nowofarnym.

## Twórczość wybrana
- Ludzie spod miedzy (wyd. 1 - wyd. „Rój”, Warszawa 1939; wyd. 2 - Spółka Księgarska „Nauka”, Bydgoszcz 1947; wyd. 3 - wyd. „Pomorze”, Bydgoszcz 1987)[2],
- Dni oczekiwania (sztuka ludowa w 3 obrazach, Spółdzielnia Księgarska „Nauka”, Bydgoszcz 1947),
- Leżąc krzyżem (powieść, wyd. E.Kuthan, Warszawa 1947),
- Zachodni wiatr (nowele, wyd. Związek Samopomocy Chłopskiej, Łódź 1947),
- Ciężar rąk (opowiadania, Wydawnictwo Ludowe, Warszawa 1949),
- Wiosenny deszcz (Ludowa Spółdzielnia Wydawnicza, Warszawa 1951),
- Lato w Gorcach (Ludowa Spółdzielnia Wydawnicza, Warszawa 1954),
- Przygody Małgorzaty (Ludowa Spółdzielnia Wydawnicza, Warszawa 1954),
- Maska na twarzy (opowiadania, Ludowa Spółdzielnia Wydawnicza, Warszawa 1957),
- Znaki na sosnach i inne opowiadania (Wydawnictwo Poznańskie, Poznań 1958),
- Czarne wiśnie (Wydawnictwo Morskie, Gdynia 1960),
- Niepotrzebni (Wydawnictwo Morskie, Gdynia 1962),
- O złej dziewczynie (Wydawnictwo Łódzkie, Łódź 1962),
- Wspólnik czasu (opowiadania, Ludowa Spółdzielnia Wydawnicza, Warszawa 1965),
- Wieczorna opowieść (Wydawnictwo Poznańskie, Poznań 1967),
- Opowiadania wybrane (Ludowa Spółdzielnia Wydawnicza, Warszawa 1967),
- Weselni goście (Wydawnictwo Łódzkie, Łódź 1969),
- Serce na wietrze (Ludowa Spółdzielnia Wydawnicza, Warszawa 1971),
- Tajemnica Agnieszki (Wydawnictwo Łódzkie, Łódź 1973),
- Dom pod winogronami (sztuka ludowa w 3 obrazach, Spółdzielnia Księgarska „Nauka”, Bydgoszcz 1974)[2],
- Nad Dunajcem pachnie siano (wybór opowiadań, Wydawnictwo Morskie, Gdańsk-Bydgoszcz 1978),
- Z małego okna (Ludowa Spółdzielnia Wydawnicza, Warszawa 1979),
- Skazani na dożywocie (Wydawnictwo Łódzkie, Łódź 1985),
- Różne opowieści (Wydawnictwo Literackie, Kraków-Wrocław 1985).

## Ordery i odznaczenia
- Krzyż Komandorski Orderu Odrodzenia Polski
- Krzyż Kawalerski Orderu Odrodzenia Polski (1967)
- Złoty Krzyż Zasługi
- Srebrny Krzyż Zasługi (22 lipca 1952)[6]
- Srebrny Wawrzyn Akademicki (5 listopada 1935)[7]
- Odznaka „Zasłużony Działacz Kultury” (1972)
- Złota odznaka honorowa „Zasłużony dla Warmii i Mazur”

## Nagrody
- nagrodą literacką Wojewódzkiej Rady Narodowej w Bydgoszczy (1956);
- nagrodą Miejskiej Rady Narodowej w Grudziądzu (1960).

## Upamiętnienie
Władysław Dunarowski jest patronem skweru na osiedlu Błonie w Bydgoszczy.